# Geri i Freki

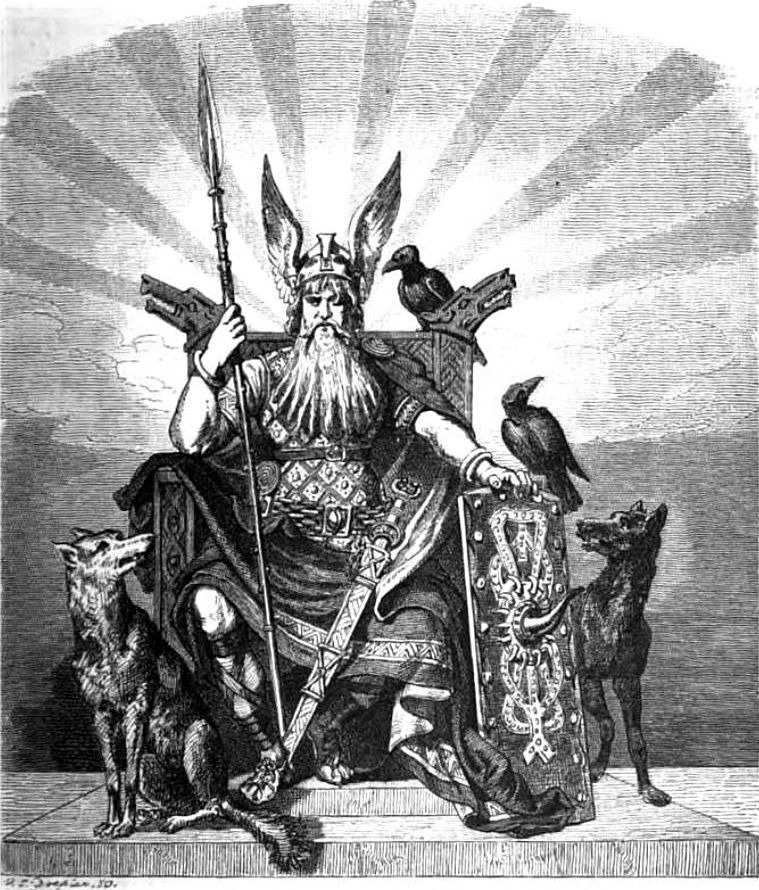
El déu Odin entronitzat i flanquejat pels llops Geri i Freki i els corbs Huginn i Muninn en una il·lustració de Carl Emil Doepler (1882)

En la mitologia nòrdica, Geri i Freki (en nòrdic antic, ambdós significaven "el voraç" o "el cobdiciós") són dos llops que es diu que acompanyaven el déu Odin. S'hi fa referència a l'Edda poètica, una col·lecció de poesia èpica recopilada durant el segle xiii que prové de fonts anteriors tradicionals, a l'Edda prosaica, escrita el segle xiii per Snorri Sturluson, i en la poesia dels escalds (poetes-guerrers vikings que pertanyien a la cort de los reis escandinaus). La parella ha estat comparada a figures similiars trobades en la mitologia grega, la mitologia romana i la mitologia vèdica, i es pot relacionar amb les creences dels pobles germànics sobre bandes de guerrers-llop, els Ulfhednar.

En el llibre Gylfaginning de l'Edda prosaica (capítol 38), la figura entronitzada d'Alt explica que Odin dona tot el menjar de la seva taula als seus llops Geri i Freki i que Odin no necessitava aliments, el vi és per a ell la seva carn i la seva beguda. Alt a continuació, cita l'estrofa esmentada en el poema Grímnismál en suport. En el capítol 75 del llibre Skáldskaparmál es dona una llista de noms de huargs i llops on hi figuren Geri i Freki.

## Teories

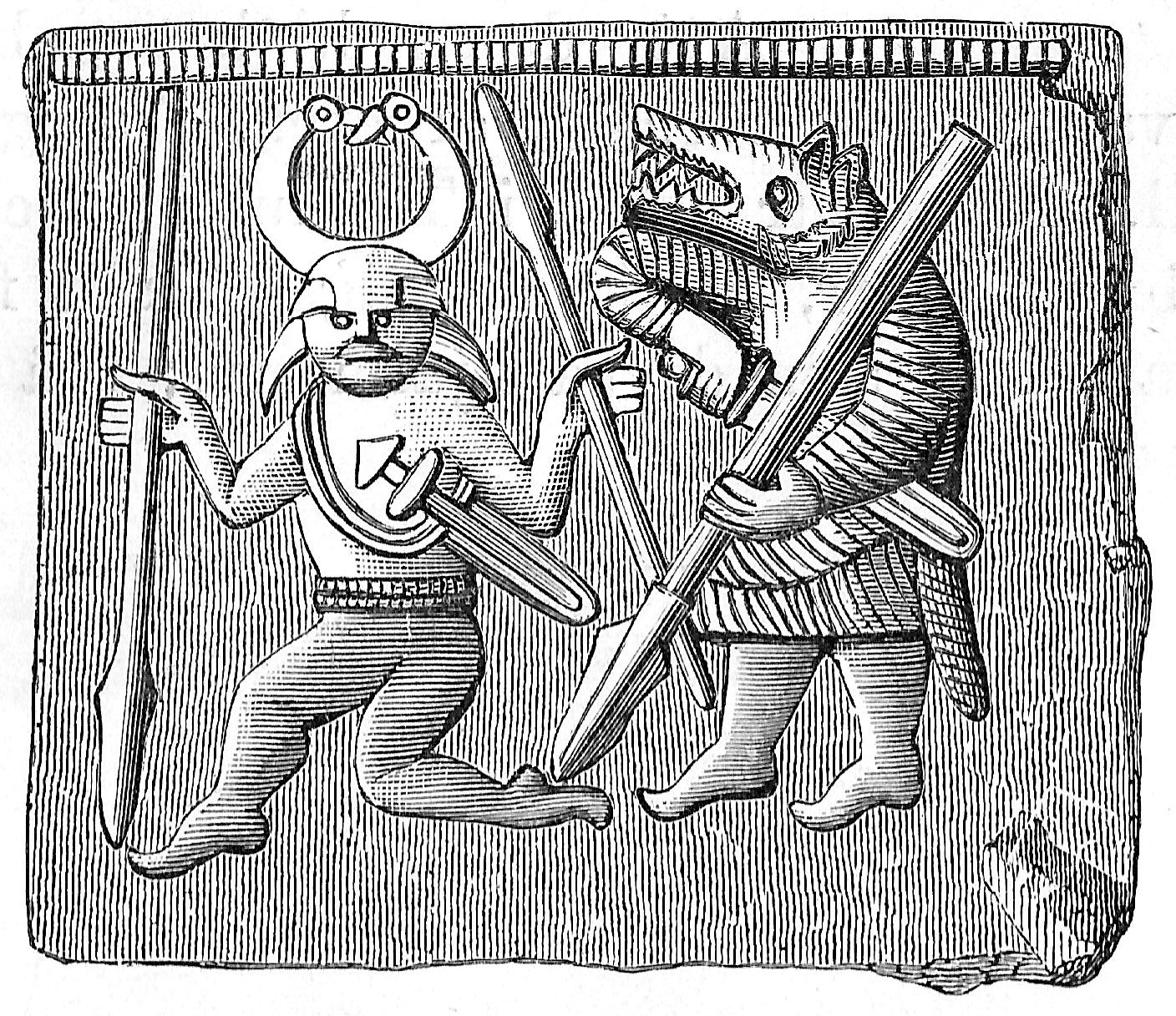
Una placa en bronze de l'Era de Vendel trobada a Öland, Suècia on es mostra un guerrer amb pell de llop al costat de la figura d'un dansaire

Freki és un nom aplicat també al mostruòs llop Fenrir en el poema Voluspa de l'Edda poètica. El folklorista John Lindow veu un punt irònic en el fet que Odin alimenti un Freki a la seva taula i un altre Fenrir amb la seva carn mentre té lloc el Ragnarok.
L'historiador Michael Spiedel relaciona Geri i Freki amb les troballes arqueològiques on s'han trobat figures que portaven pells de llop i freqüentment es troben noms relacionats amb els llops en els pobles germànics, com Wulfhroc, Wolfhetan (llop ocult), Isagrim (Màscara grisa). Scrutolf (vestit de llop) i Wolfgang (pas de llop), Wolfdregil (cursa de llop), i Vulfolaic (ball de llops) i mites amb relació a guerrers llop procedents de la mitologia nòrdica (Com els Ulfhednar). Spiegel creu que això apunta a un culte de grup del guerrer-llop pangermànic centrat a l'entorn d'Odin que es va anar esbaint després de la cristianització.
Els investigadors també s'han adonat dels paral·lelismes protoindoeuropeus amb els llops Geri i Freki com a companys d'una divinitat. L'estudiós del segle xix Jacob Grimm va observar connexions entre aquest aspecte del caràcter d'Odin i el grec Apol·lo, per ambdós el llop i el corb eren sagrats. El filòleg Maurice Bloomfield a més va relacionar la parella amb els dos gossos de Yama a la mitologia vèdica, i els veia com un equivalent germànic a un tema indoeuropeu més general i estès com podia ser Cèrber.